# Arena sport
Die Arena sport ist ein Sender, der das gleichnamige Pay-TV-Programm betreibt. Arena sport besitzt Senderechte in Serbien, Kroatien, Bosnien und Herzegowina, Montenegro und Mazedonien. Der Sender ist eine Tochtergesellschaft der Telekom Srbija. Es werden zahlreiche nationale und internationale Sportveranstaltungen übertragen.